# Фірцак Іван Федорович
Іва́н Фе́дорович Фірца́к (Кротон-Фірцак; Іван Сила, 28 липня 1899, Білки, нині Іршавського району Закарпатської обл. — 10 листопада 1970, Білки, Закарпатська область) — український борець, боксер, силач, артист цирку. За деякими даними, 1928 року був визнаний найсильнішою людиною планети. Окремі силові трюки Івана Фірцака-Кротона досі ніхто не може повторити[джерело?].

## Біографія

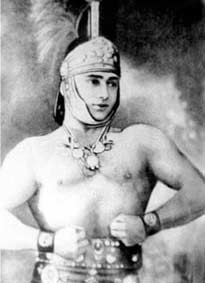
Кротон в шоломі, поясі та манжетах від королеви Великої Британії

Іван Федорович Фірцак народився в с. Білки (Іршавського району на Закарпатті (тоді комітат Береґ, Угорське королівство, Австро-Угорщина), у селянській родині. Неймовірна фізична сила юнака швидко привернула до нього увагу. У 1919 році двадцятирічний Кротон подався на заробітки до Праги. За художнім твором, там завдяки рекомендаційному листові Вацлава Прохазки, який служив нотарем у Білках, Іван Фірцак потрапив на празький завод, власником якого був брат чиновника. Деякий час Іван працював тут корбарем підіймаючи важкі вантажі. Після заводу Прохазки Іван Фірцак влаштувався вантажником на залізничному вокзалі, де була чітка оплата за кожен перенесений кілограм ваги. Норму атлет відробляв за пів дня.

### Спортивна діяльність
Як спортсмен-аматор став відомим та популярним у 1920-х роках, коли почав перемагати на бійцівських турнірах і змаганнях у Празі. За книжкою Антона Копинця «Іван Сила на прізвисько „Кротон“», яка має ознаки як документальної, так і художньої, і містить чимало не підтверджених даних, першим спортивним поєдинком для закарпатця став бій із мандрівним силачем Вілетом, що заробляв собі на прожиття виступами на вуличних аренах. Бій для Вілета скінчився розгромною поразкою. Під час поєдинку Івана Фірцака помічає тренер Ондржей Нейман, який на тривалий час стає наставником силача. Фірцак називав його «паном професором». Юнак тренувався із 25-кілограмовою гирею. Не тільки носив її вдома у дворі, а і їздив із нею трамваєм.
У 1922 році на чемпіонаті з важкої атлетики Чехословаччини Іван Фірцак підняв вагу 150 кг і здобув золоту медаль. Став першим вантажником в історії чехословацького спорту, що виграв першість республіки. Незабаром став чемпіоном Чехословацької республіки з рукопашного бою. Він неодноразово ставав переможцем празького клубу важкоатлетів «Прага-Бубенеч». Іван Фірцак 70 разів перемагав у змаганнях з гирьового спорту, став переможцем конкурсу краси тіла в Парижі.
За книжкою Антона Копинця, одним із суперників Івана Фірцака був чемпіон країни Колар Грдлічка, з яким відбулась сутичка в ресторані «Слован». Фірцак був змушений заплатити штраф, бо чех служив у поліції. Після офіційного виграшу першості Іванові запропонували стати правоохоронцем, але він відмовився.

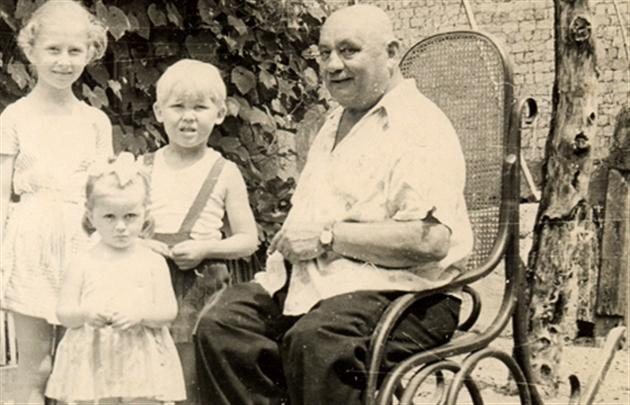
Іван Фірцак в оточенні дітей, перша зліва — Надія Копинець-Дегтярьова (1962)

Під час поїздки до Карлових Вар, автомобіль, яким керував тренер Івана Фірцака, потрапив в аварію. Ондржей Нейман загинув, а Іван шість тижнів провів у лікарні. Поліція заарештувала його, звинувативши в убивстві. Згодом двоюрідний брат Неймана адвокат Гайхел взяв Фірцака на поруки, сплативши велику грошову заставу.

### Циркова діяльність
Залишивши аматорський спорт, Кротон-Фірцак долучився до циркового мистецтва. Як пише у своїх книжці Антон Копинець, він став артистом відомого празького «Герцферт-цирку». Мачок Маклер, головний постановник, що 30 років пропрацював у цьому цирку, запропонував Іванові стати зіркою арени. З «Герцферт-цирком» Іван Фірцак об'їздив півсвіту, полонивши своєю майстерністю Угорщину, Болгарське царство, Грецію, Румунське королівство, Французьку республіку, Данію, Нідерланди, Польщу, Канаду, США та багато інших країн. Загалом виступав у 64-х країнах світу. Фірцак, якого на афішах називали Іваном Силою, виходив на сцену перед великими аудиторіями у Відні, Берліні й Вашингтоні, де розривав залізні ланцюги, жонглював важкими предметами (гирі, ядра, штанги, подеколи навіть і машини), лежав на товченому склі, тримаючи на собі півтонні тягарі, зубами тягнув вантажівки, згинав пальцями цвяхи, робив із них різні фігури, які роздавав глядачам. За його феноменальну силу, трюки та унікальні рекорди світова громадськість нарекла Фірцака ім'ям античного героя Кротона.
У США Іван виконав такий рекламний трюк: ліг на землю й легкове авто переїхало йому через горло. Фотокартка цього номера обійшла чимало американських газет. Згодом він увів його до своєї програми під назвою «Людина під колесами машини».
За непідтвердженими даними, 1927 р. власники компанії «Форд» подарували йому авто.

### Бій з Джоном Джебсоном
За книжкою Антона Копинця, після місячних гастролей «Герцферт-цирку» в Лондоні королева Англії, яка відпочивала зі своїм почтом у Блекпулі, запросила гостей на виставу в п'ятитисячному залі цирку Тауер. Тут Іван тягнув ланцюгом вантажну машину, наповнену людьми. На прохання королеви Іван Фірцак на ринзі помірявся силою із суперважковаговиком, на той час чемпіоном світу з боксу Джоном Джебсоном. Бій закінчився поразкою Джебсона, якому Кротон проломив грудну клітку — удар був таким потужним, що тріснула боксерська рукавичка. Після поєдинку Джебсон не витримав і викинувся з вікна багатоповерхового будинку. Після цього випадку Іван Фірцак зазнав нападу прихильників Джона Джебсона, які травмували голову спортсмена, унаслідок чого йому діагностували відкритий перелом черепа. Лікарі змушені були імплантувати золоту пластину в пошкоджену кістку черепа. Два місяці атлет ходив із забинтованою головою, а надалі виступав у перуці. Як компенсацію та визнання Івана Фірцака королева Англії подарувала йому чемпіонський пояс, манжети й шолом, прикрашений діамантами й рельєфним зображенням левів.

### Повернення додому
Як пише Антон Копинець у своїй книжці, Іван Фірцак розірвав 10-річний контракт із цирком раніше домовленого терміну й через суд виплатив власникові велику компенсацію — 100 тис. крон. Повернувся в рідне село в кінці 1930-х рр. Коли угорці після окупації Закарпаття в 1939 році захотіли конфіскувати у Фірцака автомобіль «Форд», він потрощив його молотом. За це був покараний: його посадили до в'язниці й побили. Після встановлення радянської влади НКВД конфіскувало у Кротона всі його нагороди, відзнаки й навіть фотографії. У замовчуванні феномена Івана Сили в радянські часи відіграла значну роль доля його сина: 18-річний Іван Фірцак-молодший у повоєнні роки був засуджений за сфабрикованою справою у належності до ОУН на 25 років таборів, із яких майже 8 відсидів. Він був великою надією для свого батька, уславленого атлета, адже завжди виступав із ним у парі й був чемпіоном УРСР з боксу в перші повоєнні роки.
Іван Фірцак є одним із зачинателів важкої атлетики на Закарпатті. Багато його учнів здобули чемпіонські титули у важкій атлетиці.
Однією з причин смерті Івана Фірцака стала імплантована платинова пластина, яка потребувала заміни. За часів Радянського Союзу не було можливості виїхати за кордон для її планової заміни, тому рана під пластиною почала загнивати. Лікар, який регулярно приїздив до атлета з Іршави, не зміг нічого вдіяти. Помер Іван Фірцак 10 листопада 1970 року в рідному селі Білки. Похорон атлета був багатолюдний — попрощатися з Кротоном приїхало багато спортсменів. Поховано Кротона на цвинтарі в присілку Телятинець.

## Цікаві факти
- В Іспанії на кориді Кротон голіруч переміг бика, звалив його на плечі та відніс до найближчого ресторану.
- Міг зрушити з місця дерев'яну хату.
- Дід Кротона — Іван Вільхович — у лісі вбив ведмедя поліном, за що в селі його прозвали Силою.
- Підлітком Кротон проявив співчуття до корови і, впрягшись до плуга сам зорав поле. Коли телиця пошкодила ногу, Іван приніс її додому на плечах.
- Здійснив втечу із в'язниці, розігнувши ґрати.
- Виграв бій із японським борцем Токедзо, який був на 20 кг важчим за Фірцака.
- Хоча був атлетом, відомим на увесь світ, не емігрував за кордон, а лишився разом із дружиною та дітьми в рідному селі під радянськими порядками.

## Вшанування пам'яті

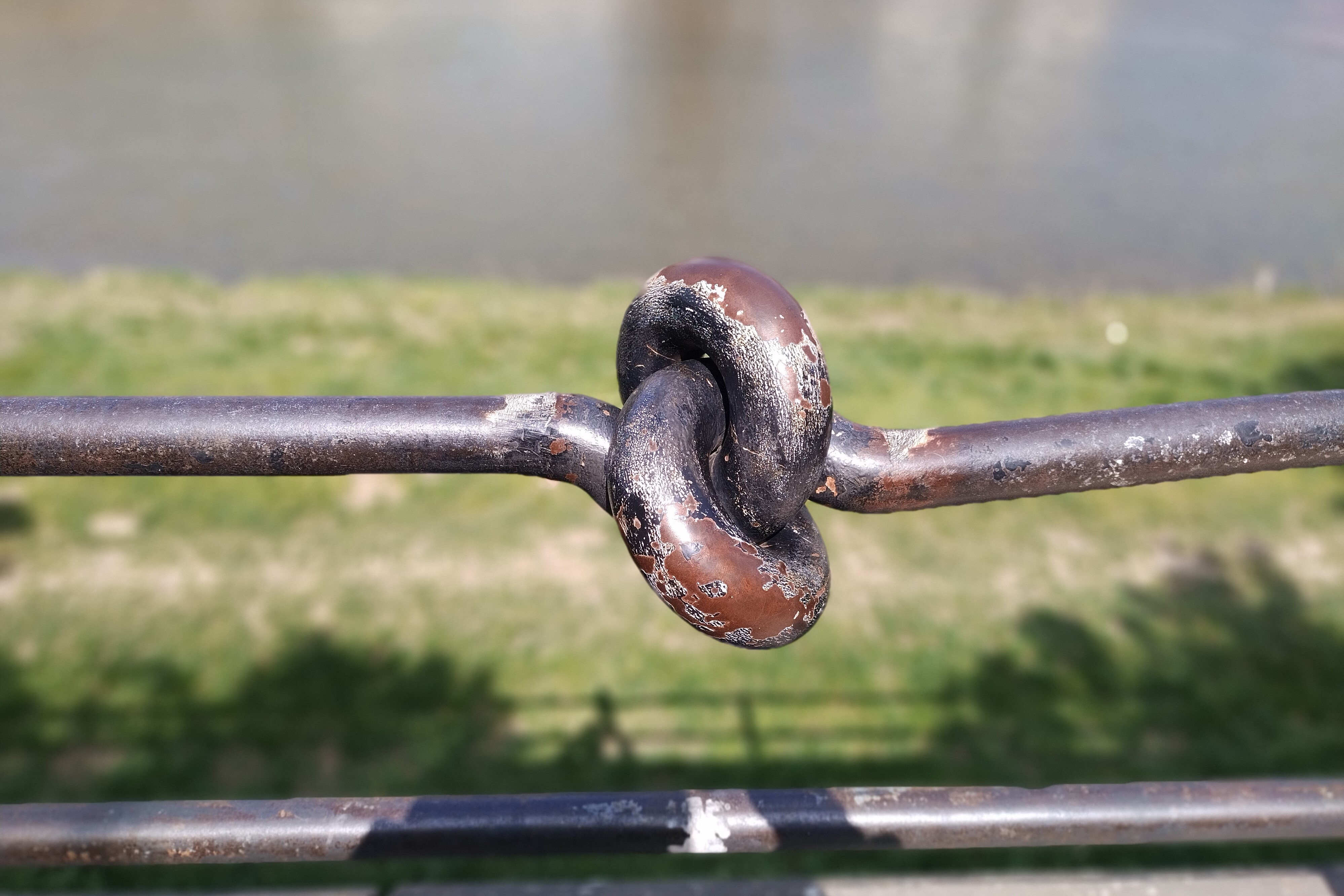
Мініскульптура «Вузол Кротона», встановлена на честь Івана Фірцака на Київський набережній в Ужгороді

У будинку в селі Білки, де жив спортсмен, діє музей Фірцака-Кротона, а на Будинку культури встановлено пам'ятний бронзовий барельєф атлета.
26 липня 2009 до 110-річчя від дня народження Івана Фірцака в центрі с. Білки йому відкрили пам'ятник. Монумент виконав скульптор Микола Глеба із суцільної гранітної брили вагою 7,5 т. Позував для пам'ятника Василь Вірастюк.
Вузол Кротона — перила зв'язані у вузол. Це — «вузлик на пам'ять», який буде присвячений силачу Кротону. У 2014 році, він приурочений до виходу однойменного українського фільму про силача. Вузлик Кротона знайдете за адресою: набережна Київська, 12 (неподалік Швейка).
У серпні 2012 на Київській кіностудії імені Олександра Довженка розпочались зйомки фільму «Іван Сила» про Фірцака-Кротона за дитячою повістю «Неймовірні пригоди Івана Сили» Олександра Гавроша. Режисер фільму — Віктор Андрієнко. Головну роль зіграв цирковий атлет Дмитро Халаджі. Бюджет фільму становить16 мільйонів гривень. Фільм «Іван Сила» з'явився у прокаті 19 вересня 2013.
2016 року Закарпатська філія НТКУ «Тиса-1» відзняла документальний фільм «У пошуках Івана Сили» за однойменною книжкою Олександра Гавроша. Режисер та ведучий фільму — Максим Мельник.
Вулиця Івана Фірцака у місті Ужгород.
Вулиця Івана Кротона-Фірцака у Мукачевому.
23 березня 2023 року Київська міська рада перейменувала вулицю Москвіна на вулицю Івана Фірцака.
19 квітня 2023 року у місті Краматорськ вулицю Чкалова перейменували на вулицю Івана Сили.